# Costa Coffee
Costa Coffee er en international kæde af kaffebarer fra Storbritannien med hovedkvarter i Dunstable. Det er verdens næststørste kæde af kaffebarer efter Starbucks og den største i Storbritannien.
Virksomheden blev grundlagt i London i 1971 af de italienske brødre Sergio og Bruno Costa.
På verdensplan havde kæden mere end 3.883 i 2018, og omsatte for £1,168 mia. (2016).